# Yên (Ngũ đại)
Yên (燕) là một vương quốc tồn tại ngắn ngủi ở vùng Bắc Kinh và bắc bộ Hà Bắc hiện nay vào đầu thời kỳ Ngũ Đại Thập Quốc, thời gian cát cứ là 895 - 914, thời gian cát cứ chính thức xưng đế là 911 - 914, nguyên thuộc phạm vi thế lực của Yên vương, Lô Long tiết độ sứ Lưu Thủ Quang. Yên được Lưu Thủ Quang lập nên vào năm 911, chỉ tồn tại 2 năm trước khi bị Lý Tồn Úc diệt.
Là người trị vì duy nhất của Yên, Lưu được sử sách ghi lại với sự tàn ác của mình, do đó, Yên còn được gọi là "Kiệt Yên" nhằm so sánh với chế độ của vua Kiệt thời nhà Hạ.